# كريستين بيب
كريستين بيب (بالألمانية: Christiane Pape)‏ هي لاعبة تنس الطاولة ألمانية، ولدت في 12 ديسمبر 1960 في نورنبرغ في ألمانيا.